# Impact climatique du transport aérien
L'impact climatique du transport aérien est la contribution au changement climatique de l'aviation utilisée pour le transport de personnes et de marchandises. Il résulte principalement de la combustion de kérosène dans les réacteurs d'avion, qui émet du dioxyde de carbone (CO2), un gaz à effet de serre qui s'accumule dans l'atmosphère et dont les émissions représentent 2,5 % des émissions anthropiques de CO2. D'autres émissions contribuant à l'effet de serre s'ajoutent au CO2 : les oxydes d'azote (NOx), dont l'effet sur le changement climatique est indirect, et les traînées de condensation et cirrus artificiels qui se forment dans certaines conditions. Leur durée de vie beaucoup plus courte que celle du CO2 rend difficile la comparaison de leurs effets respectifs. La contribution du secteur aérien mondial au forçage radiatif effectif est estimée à 3,8 % de la contribution anthropogénique totale en 2018.
La Base Carbone administrée par l'Ademe en France fournit des facteurs d'émission moyens pour différents types de trajets en avion. Par exemple, ce facteur est de 152 g CO2éq/passager-km pour un trajet long-courrier en 2018, dont 69 g de CO2 liés à la combustion du kérosène, 14 g de CO2 liés à sa production et sa distribution et 69 g d'émissions à courte durée de vie.
Jusqu'en 2019, l'impact climatique du transport aérien a augmenté régulièrement car les améliorations technologiques des avions et l'optimisation des procédures opérationnelles ont été insuffisantes pour compenser la forte croissance du trafic. En 2015, le Parlement européen prévoyait que la part des émissions de CO2 de l'aviation internationale pourrait atteindre 22 % des émissions mondiales en 2050 si le secteur continuait à faire moins d'efforts que les autres.
Le premier accord mondial visant à réduire l'impact climatique du transport aérien international a été conclu le 6 octobre 2016 au sein de l'OACI. Il comble ainsi l'absence de mesures concernant le transport aérien international dans l'Accord de Paris. Il adopte un « panier de mesures techniques » et institue un système dénommé CORSIA de compensation des émissions de CO2 pour la fraction des émissions qui dépasserait le niveau atteint en 2020. L'accord vise à atteindre les objectifs que s'était fixés l'organisation en 2010 : améliorer l'efficacité énergétique de 2 % par an et stabiliser les émissions de CO2 au niveau qu'elles auront atteint en 2020. Les compagnies aériennes achèteront des crédits-carbone auprès d’autres secteurs sur une base volontaire à partir de 2021, puis de manière obligatoire à partir de 2027. Des organisations non gouvernementales environnementales (ONGE) ont critiqué le manque d'ambition de cet accord.

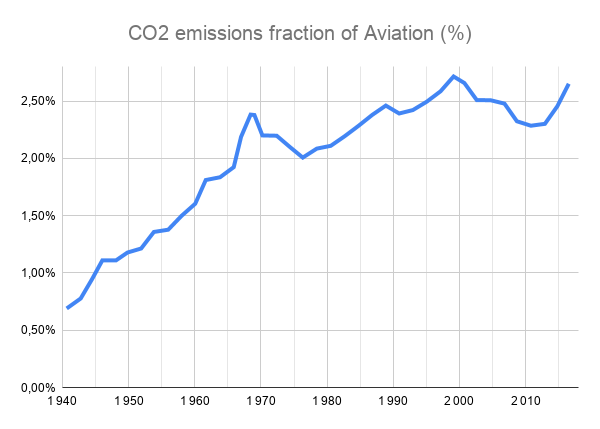
Entre 1940 et 2018, la part des émissions de dues à l'aviation dans le total des émissions anthropiques hors changement d'affectation des sols est passée de 0,7 % à 2,65 %.

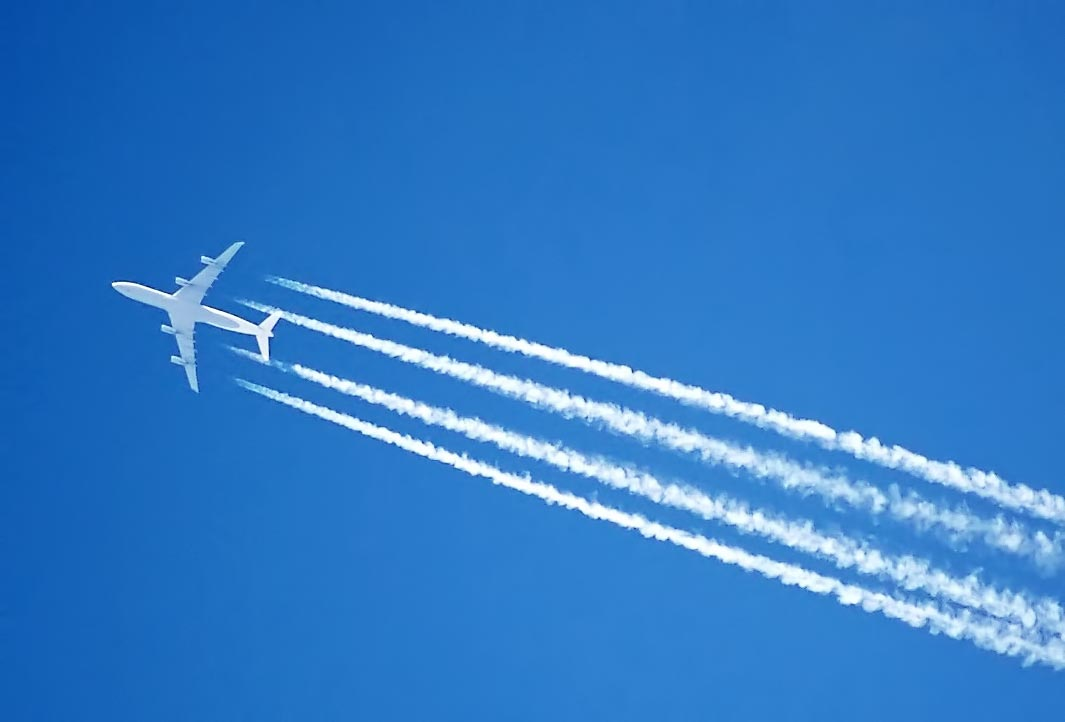
Traînées de condensation produites par un Airbus A340 survolant Londres. Les traînées de condensation contribuent notablement à l'effet de serre.

## Impact du trafic aérien
La combustion de kérosène dans les réacteurs d'avions produit principalement du dioxyde de carbone (CO2) et de la vapeur d'eau, ainsi que des polluants gazeux comme les oxydes d'azote (NOx), ou particulaires comme des suies ou des sulfates.
- Le CO2, qui a une durée de vie très longue (100 ans), se mélange de manière homogène à la basse atmosphère et s'y accumule, contribuant à l'augmentation continue de l'effet de serre.
- La vapeur d'eau et les aérosols y contribuent également puissamment mais de manière transitoire. Selon l'altitude de vol et les conditions atmosphériques, la vapeur d'eau se condense ou non pour former des traînées de condensation (ou cirrus homogenitus selon le nouvel Atlas international des nuages de 2017[2]) qui disparaissent en quelques secondes ou minutes ou peuvent s'étaler et former des cirrus (dits homomutatus[3]) qui peuvent subsister plus longtemps. Cette eau rejoint rapidement le cycle de l'eau, sauf lorsqu'elle est émise dans la stratosphère.
- Les oxydes d'azote sont dégradés par des réactions photochimiques qui consomment du méthane (CH4) et produisent de l'ozone (O3). La destruction de méthane, un gaz à effet de serre puissant, contrebalance en partie le forçage radiatif du CO2. L'ozone est un gaz à effet de serre, mais du fait de sa durée de vie courte, il n'est en général pas comptabilisé en équivalent CO2.

Les émissions des avions sont très inégalement réparties entre les deux hémisphères. En 2006, 93 % du kérosène était brûlé dans l’hémisphère Nord et 69 % entre 30° N et 60° N. Trois régions du monde concentraient plus de 50 % des émissions mondiales : États-Unis (26 %), Europe (15 %) et Extrême-Orient (11 %). Alors que le CO2 émis par les avions se répartit de manière homogène autour du globe terrestre du fait de sa longue durée de vie, les autres émissions se dispersent assez peu et leur impact peut être localement très différent de l'impact moyen estimé.

### Émissions de dioxyde de carbone
La combustion d'un litre de kérosène (Jet A1 Europe) libère 2,53 kg de CO2, auxquels il faut ajouter 0,53 kg pour l'amont (l'extraction, le transport et le raffinage), soit un facteur d'émission total de 3,06 kg de CO2 par litre de kérosène (ou 3,83 kg de CO2 par kilogramme de kérosène, soit encore 0,313 kg par kilowatt-heure, ou 3 645 kg par tep).
En 1992, selon un rapport spécial du Groupe d'experts intergouvernemental sur l'évolution du climat (GIEC), les émissions de CO2 des avions comptaient pour 2 % des émissions anthropiques totales et 2,4 % des émissions liées aux combustibles fossiles. Mais comme le transport aérien ne s'est développé qu'à partir des années 1950, la concentration de CO2 dans l'atmosphère qui lui est attribuable n'était en 1992 que d'un peu plus de 1 %.
Selon l'Air Transport Action Group (ATAG), une coalition d'organisations et d'entreprises du secteur aérien, les vols commerciaux ont été responsables de l'émission de 895 Mt de CO2 en 2018 et de 915 Mt en 2019 sur un total de plus de 43 Gt, soit 2 % des émissions liées aux activités humaines.
Selon une estimation indépendante de l'industrie du transport aérien basée sur les données de consommation mondiales de kérosène de l'Agence internationale de l'énergie (AIE), les émissions de CO2 dues au transport aérien ont atteint 1,03 Gt en 2018, soit 2,4 % des émissions de CO2 d'origine humaine, changement d'affectation des terres inclus. Si l'on exclut le changement d'affectation des terres, la part du secteur aérien s'élève à 2,8 %.
Selon Lee et al., le chiffre correct se situerait quelque part entre ces deux estimations : d'une part, les chiffres fournis par le secteur aérien sont sous-estimés ; d'autre part, les données de l'AIE incluraient des consommations militaires et d'autres usages du kérosène (cf. Appendix A). L'AIE précise que la consommation pour usage militaire n'est plus supposée être incluse dans les statistiques qu'elle publie depuis 2006, mais qu'elle n'est pas sure que cette directive soit respectée par tous les pays, notamment pour les données rétrospectives.
Sur la base de l'estimation de l'industrie du transport aérien pour 2018, le think tank The Shift Project évalue les émissions totales, amont compris, à environ 1,08 Gt de CO2.

#### France
Les émissions de CO2 de l'aviation commerciale en France sont estimées par la Direction générale de l'Aviation civile (DGAC) à 23,4 Mt pour 2019, en augmentation de 24,5 % par rapport à 2000, dont 18,5 Mt pour les vols internationaux, comptés pour la moitié du trajet, et 4,8 Mt pour les vols intérieurs (y compris Outre-mer). Les émissions totales incluant l'aviation non commerciale se sont élevées à 24,3 Mt (estimation provisoire).
D'après les données d'inventaire national au titre de la CCNUCC pour 2018, le trafic aérien intérieur (y compris Outre-Mer et non commercial) représentait 4 % des émissions de l'ensemble du secteur des transports et 1,6 % des émissions totales de CO2 de la France. En réintégrant les soutes internationales aériennes et maritimes dans les bilans de la France, le secteur aérien représentait 14,9 % des émissions de CO2 des transports et 6,4 % des émissions totales de CO2.

### Gaz et aérosols à courte durée de vie
En sus du CO2, dont la durée de vie dans l'atmosphère terrestre est très longue (100 ans) et qui s'y accumule, les avions émettent de la vapeur d'eau, des gaz et des aérosols, dont la durée de vie est très courte et dont l'effet sur le bilan radiatif de la Terre ne dure que tant qu'il y a des avions en l'air. Néanmoins, le forçage radiatif dont sont responsables ces émissions est important et même, en 2000, deux fois supérieur à celui du CO2 accumulé depuis les débuts de l'aviation.
Le forçage radiatif (FR) exprime la variation du flux de rayonnement résultant au niveau de la tropopause (ou au sommet de l’atmosphère) liée à un facteur de perturbation, en W/m2. Le flux de rayonnement résultant est la différence entre la puissance radiative reçue et la puissance réémise. Un forçage radiatif positif tend à réchauffer le système (plus d'énergie reçue qu'émise), alors qu'un forçage radiatif négatif va dans le sens d'un refroidissement (plus d'énergie perdue que reçue). Le GIEC prend comme référence l'année 1750 et son rapport de 2014 fournit des données sur le forçage radiatif en 2011 par rapport à 1750.

#### Émissions deNOx
Les oxydes d'azote (NOx) ne sont pas des gaz à effet de serre, mais réagissent avec d'autres espèces chimiques présentes dans l'atmosphère et provoquent, à l'altitude de vol des avions subsoniques (9 à 13 km) :
- la production d'ozone, un gaz à effet de serre puissant mais à courte durée de vie, donc un réchauffement des températures de surface (à ces altitudes, les émissions de NOx produisent plus d'ozone que près du sol et cet ozone provoque un réchauffement plus important)[6]. L'ozone ainsi produit est surtout cantonné dans l'hémisphère nord où le trafic aérien est plus important. Son forçage radiatif est de 0,021 9 W/m2 (évaluation du GIEC pour 2000)[14] ;
- la destruction de méthane, gaz à effet de serre puissant d'une durée de vie de 12 ans, donc un refroidissement. En 1992, la part du trafic aérien dans la concentration atmosphérique de méthane était estimée à 2 %[15]. Son forçage radiatif est de −0,010 4 W/m2 (évaluation du GIEC pour 2000)[14].

À l'altitude des vols supersoniques, les émissions de NOx détruisent la couche d'ozone stratosphérique.

#### Effet des traînées de condensation et des cirrus induits

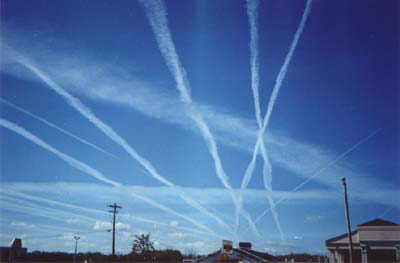
Traînées de condensation et cirrus en formation.

Le vol des avions peut entraîner la formation de traînées de condensation persistantes lorsque l'atmosphère est sursaturée en glace et que la température est inférieure à −40 °C. Ces traînées sont constituées de cristaux de glace dont la taille est en général inférieure à celle des cristaux constituant les cirrus naturels. Leur présence tend à réchauffer la Terre. Bien qu'elles réfléchissent une partie de la lumière solaire incidente et donc tendent à la refroidir, l'effet de serre qu'elles provoquent, qui tend à la réchauffer, est prédominant. Le forçage radiatif net des traînées de condensation est le plus important la nuit, car de jour, le réchauffement et le refroidissement s'annulent en partie.
Le forçage radiatif des traînées de condensation dépend de leur étendue globale et de leur épaisseur optique, qu'il est difficile d'évaluer avec précision. En 1992, l'étendue moyenne a été estimée à 0,1 % de la surface terrestre, avec des proportions plus élevées dans les régions à fort trafic aérien (0,5 % en Europe centrale). Elle dépend de l'intensité du trafic aérien et de l'étendue des zones de sursaturation qui peut varier avec l'évolution du climat. Par ailleurs, l'épaisseur optique dépend de la taille et de la forme des particules de glace, qui dépendent elles-mêmes de la nature et de la quantité d'aérosols émis par le réacteur, ces aérosols agissant comme noyaux de condensation,. Le forçage radiatif des traînées est de 0,01 W/m2 (0,005 à 0,03, confiance moyenne) (évaluation du GIEC pour 2011)
Il arrive que les traînées de condensation s'étalent pour former des cirrus qui peuvent persister plusieurs heures. Il a été établi que ces cirrus artificiels entraînent également un forçage radiatif positif, dont l'estimation est très incertaine du fait qu'il est impossible de distinguer cirrus naturels et artificiels. Environ 30 % de la surface de la terre est couverte par des cirrus et des études ont montré qu'en Europe cette couverture nuageuse a augmenté de 1 à 2 % par décennie sur les deux dernières décennies, mais sans pouvoir déterminer avec certitude quelle en était la (ou les) cause(s).
Le forçage radiatif combiné des traînées de condensation et des cirrus induits est de 0,05 W/m2 (0,02 à 0,15, confiance faible) selon une évaluation du GIEC pour 2011.

#### Émissions de vapeur d'eau
L'essentiel des émissions de vapeur d'eau des avions subsoniques se fait dans la troposphère, où elle est évacuée sous forme de pluie dans un délai d'une à deux semaines. Une petite fraction est toutefois émise dans la basse stratosphère, où elle peut s'accumuler. Le forçage radiatif de la vapeur d'eau stratosphérique est toutefois très faible : 0,002 W/m2 (évaluation du GIEC pour 2000).

#### Émissions d'aérosols
Les réacteurs émettent enfin des suies résultant de la combustion incomplète du kérosène ainsi que des sulfates résultant de la combustion du soufre qu'il contient en faibles quantités. Ces aérosols solides ont un effet direct sur la température de surface de la terre ; les suies tendent à la réchauffer, les sulfates à la refroidir. Les quantités émises sont toutefois faibles par rapport aux autres sources anthropiques. Le forçage radiatif direct des aérosols est de −0,001 W/m2 (sulfates : −0,003 5 W/m2, suies : 0,002 5 W/m2) (évaluation du GIEC pour 2000).
Ces aérosols sont impliqués également dans la formation des traînées de condensations, des cirrus et des autres nuages, mais comme leur contribution est insuffisamment connue, elle ne fait pas l'objet d'évaluation séparée. Elle est de fait incluse dans le forçage radiatif des traînées de condensation et des cirrus induits,,.

### Forçage radiatif total

Estimation en 2018 du forçage radiatif effectif dû aux émissions de l'aviation pendant la période 1940-2018.

En 2007, dans son quatrième rapport, le GIEC évaluait le forçage radiatif dû aux émissions historiques et courantes de l'aviation à 78 mW/m2 en 2005 (entre 38 et 139 mW/m2 avec une probabilité de 90 %) et représentait 4,9 % du forçage radiatif anthropique total (entre 2 et 14 % avec une probabilité de 90 %). Cela représentait trois fois plus que le seul impact du CO2 émis par les avions. Cette évaluation n'a pas été mise à jour par le GIEC dans son cinquième rapport en 2014, sauf pour les traînées de condensation et les cirrus.
En 2021, la contribution de l'aérien au forçage radiatif effectif est estimée à 3,5 % de la contribution anthropique pour 2011 par rapport à 1750 (intervalle de confiance : de 3,4 % à 4 %), en additionnant l'effet des émissions cumulées de CO2 (34 %) et les autres effets (66 %). Une mise à jour pour l'année 2018 par rapport à 1750, faite à partir des mêmes données pour le secteur aérien, l'a réévaluée à 3,8 % du forçage radiatif effectif. Les mêmes auteurs indiquent que si l'on ne considère que la période récente (2014-2018), la contribution du secteur aérien au forçage radiatif effectif s'élève en moyenne à 5,3 %.
| Intervalle de confiance 5-95 %             | Min. | Meilleure estimation | Max. |
| Traînées de condensation et cirrus induits | 17   | 57,4                 | 98   |
| Dioxyde de carbone (CO2)                   | 28   | 34,3                 | 40   |
| Ozone (dû aux NOx), court terme            | 32   | 49,3                 | 76   |
| Ozone (dû aux NOx), long terme             | −20  | −10,6                | −7,4 |
| Méthane (dû aux NOx)                       | −40  | −21,2                | −15  |
| Vapeur d'eau stratosphérique (due aux NOx) | −6,0 | −3,2                 | −2,2 |
| Vapeur d'eau stratosphérique               | 2,0  | 0,8                  | 3,2  |
| Aérosols : sulfates                        | −19  | −7,4                 | −2,6 |
| Aérosols : suies                           | 0,1  | 0,94                 | 4,0  |
| Total                                      | 55   | 100,9                | 145  |

### Pondération des émissions
Le forçage radiatif est une mesure de la variation de la puissance du rayonnement solaire reçu par la Terre du fait des activités humaines depuis le début de la révolution industrielle. Il reflète les conséquences des activités passées et présentes.
Pour évaluer les politiques d'atténuation du changement climatique, il est nécessaire d'intégrer dans une même mesure les effets futurs de tous les éléments qui y contribuent, aussi bien les effets à long terme du CO2 que ceux à très court terme des autres émissions liées à l'activité aérienne. Pour cela, des facteurs de pondération ont été proposés pour agréger l'ensemble des émissions. Ce sont les coefficients par lesquelles il faut multiplier les émissions de CO2 pour prendre en compte les autres émissions, élaborés sur des critères physiques (augmentation du forçage radiatif, de la température) ou économiques. Selon les critères retenus, leurs valeurs vont de 1,3 à 2,9.
Dans leur communication, l'industrie du transport aérien, l'Organisation de l'aviation civile internationale (OACI, une agence de l'ONU) ainsi que les pouvoirs publics, notamment français, ne font état que du CO2, revendiquant une part de 2 % des émissions mondiales de ce gaz,,,, se référant ainsi implicitement à l'estimation du GIEC pour l'année 1992. Le calculateur de la Direction générale de l'Aviation civile (DGAC) française, qui fournit les émissions de CO2 totales (production et distribution du kérosène, puis combustion lors du vol) pour un parcours donné, ne prend ainsi pas en compte les autres émissions contribuant à l'effet de serre.

### Facteurs d'émission du transport aérien
Les émissions polluantes des moyens de transport de personnes sont généralement rapportées au passager-kilomètre, obtenues en divisant les émissions totales sur un trajet donné par le nombre moyen de passagers et la distance parcourue. Les émissions de CO2 par passager-kilomètre dépendent de plusieurs paramètres :
- le type d'avion et sa consommation ;
- son taux de remplissage et son emport de fret ;
- la distance parcourue. Sur un vol court, les phases de décollage et d'atterrissage sont proportionnellement plus gourmandes en carburant[32] ;
- l'altitude de vol.

| Passagers               | 20 – 50   | 51 – 100  | 101 – 220 | > 220      |
| ----------------------- | --------- | --------- | --------- | ---------- |
| 0 – 500 km (turboprop.) | 200 / 366 | 141 / 258 |           |            |
| 0 – 500 km (jet)        | 288 / 526 | 241 / 440 | 167 / 305 |            |
| 500 – 1 000 km          | 223 / 408 | 183 / 335 | 126 / 230 |            |
| 1 000 – 3 500 km        | 284 / 518 | 145 / 266 | 102 / 186 | 97,4 / 178 |
| > 3 500 km              |           |           | 115 / 210 | 82,8 / 151 |

La Base carbone, « base de données publiques de facteurs d'émissions nécessaires à la réalisation d'exercices de comptabilité carbone », administrée par l'Ademe (France), fournit des facteurs d'émission selon la distance parcourue et le nombre de sièges de l'avion (voir tableau).
Elle fournit également des valeurs moyennes pour les vols court-, moyen- et long-courriers. Un trajet long-courrier induit en moyenne une émission de 152 g CO2éq/passager-km en 2018, dont 69 g de CO2 liés à la combustion du kérosène, 14 g de CO2 liés à sa production et sa distribution et 69 g d'émissions fugitives (à courte durée de vie). L'incertitude est évaluée à 10 % pour le CO2 seul, 70 % pour l'ensemble. La Base carbone indique qu'elle utilise « à titre conservatoire » un facteur multiplicatif de 2, c'est-à-dire que les émissions à courte durée de vie représentent autant en équivalent CO2 que les émissions de CO2 liées à la combustion. Mais elle précise que plusieurs valeurs du facteur multiplicatif sont possibles, de « 1 virgule quelque chose » à 8, pour passer du CO2 aux émissions totales selon l'objectif des facteurs d'émission.
En 1999, chaque passager effectuant un vol aller-retour Paris-New York ayant une bonne efficacité énergétique (c'est-à-dire fortement rempli et sans classe affaire, effet des traînées de condensation inclus) émettait environ un quart des émissions annuelles totales d'un Français.
À titre de comparaison, la Base carbone indique que pour des trajets longue distance dans une voiture moyenne, le facteur d'émission moyen par passager est de 75 g CO2éq/passager-km,, contre 230 g CO2éq/passager-km pour un trajet de 500 à 1 000 km dans un avion de 101 à 220 places. La différence d'empreinte carbone entre un passager d'avion et un passager de voiture tient également à la distance parcourue. À titre de comparaison également, le facteur d'émission d'un TGV en France est de 2 gCO2éq/passager-km.

#### Facteur d'émission selon la classe
Selon une étude de la Banque mondiale publiée en 2013, l'empreinte carbone du transport aérien dépend fortement de la classe choisie. Ainsi, les passagers de première classe ou de classe affaires ont une empreinte carbone respectivement neuf fois ou trois fois plus forte que les passagers de classe économique. Cela est lié au fait qu'il y a moins de sièges par surface dans ces classes et que leur taux de remplissage est également moindre. Leurs passagers emportent plus de bagages. La base officielle de facteurs d'émission du gouvernement du Royaume-Uni permet de différencier les facteurs d'émission selon la classe. Par exemple, pour un vol long-courrier, les émissions sont évaluées à 163, 472 ou 651 g CO2éq/passager-km selon qu'on voyage en classe économique, en classe affaires ou en première classe,.

#### Acheminement des passagers à l'aéroport
Il faut également tenir compte des émissions des véhicules utilisés pour se rendre à l'aéroport ou en revenir. Elles ont été estimées à 9 kgCO2 par passager pour l'aéroport de Nantes-Atlantique (en tenant compte du projet de desserte de l'aéroport par le tramway).

## Autres impacts du secteur
Un bilan carbone exhaustif du transport aérien doit également inclure les activités liées, notamment la fabrication, la maintenance et l'élimination des avions, la production, le raffinage et l’acheminement du kérosène, ainsi que les infrastructures aéroportuaires.
Selon une méta-analyse parue en 2020 et portant sur des analyses du cycle de vie, l'exploitation des appareils ne représente ainsi que 77 à 91 % du potentiel de réchauffement global du secteur. Parmi la part restante, la production du carburant compte pour 8 à 12 % des émissions, en fonction du type d'appareil, tandis que la fabrication des appareils représente 1,48 à 7,5 % du total et les infrastructures, 0,397 à 5,41 %. Une autre source estime en 2019 que les aéroports représenteraient 5 % de l'empreinte carbone du secteur.
Le groupe ADP réalise depuis 2011 un bilan annuel des émissions de gaz à effet de serre des aéroports qu'il gère en région parisienne. Elles ont été évaluées à 82 000 tCO2éq en 2015,.
D'autres effets notables de l'extraction, du raffinage du pétrole et du transport du carburant sont l'acidification de l'environnement et, dans une moindre mesure, le smog estival et l'eutrophisation. Le raffinage consomme en effet beaucoup d'énergie et libère quantité de soufre.

## Évolution et perspectives

### Trafic aérien

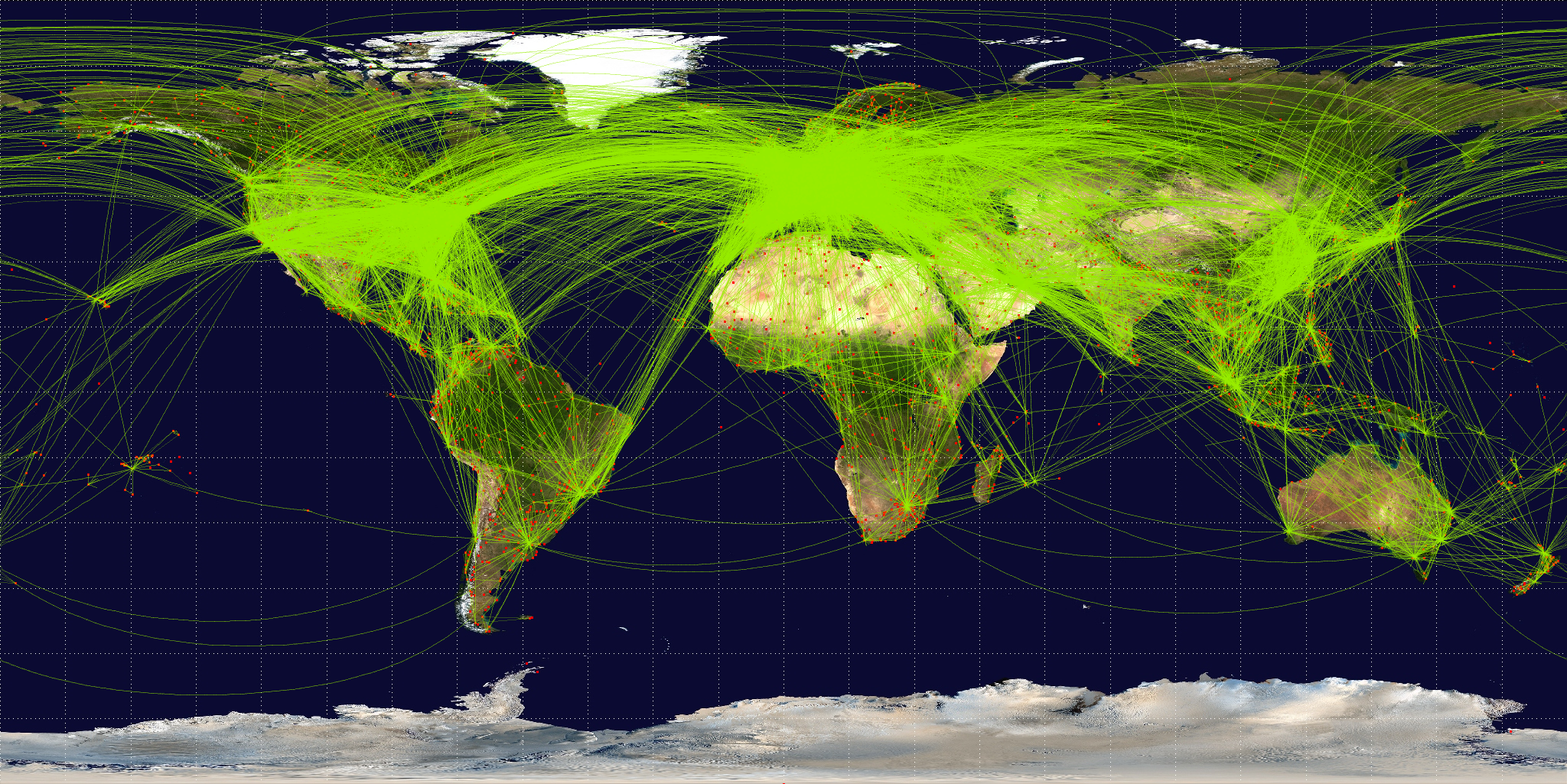
Carte des vols longue-distance et intercontinentaux. Le caractère « nodal » et arborescent du réseau mondial de transport aérien apparaît, ainsi que sa densité dans l'hémisphère nord, particulièrement en Europe et aux États-Unis.

Le volume du trafic aérien mondial double tous les 15 ans depuis le milieu des années 1970, ce qui équivaut à un taux de croissance de 5 % par an, bien supérieur à celui du PIB mondial.

#### Transport de passagers
En 2019, les vols réguliers ont transporté 4,5 milliards de passagers (soit 12,3 millions de passagers par jour). Ils ont parcouru en moyenne 1 976 km. Le nombre de passagers-kilomètres payants (PKP) a atteint 8 686 milliards, en augmentation de 4,9 % par rapport à 2018, une croissance un peu moins soutenue que celle de 7 à 8 % constatée les années précédentes.
En 2020, le trafic passagers a chuté de 60 % sous l'effet de la pandémie de Covid-19, ramenant le nombre de voyageurs au niveau de 2003.
|                          | 1980 | 1990  | 2000  | 2010  | 2015  | 2016  | 2017  | 2018  | 2019  | 2020  |
| ------------------------ | ---- | ----- | ----- | ----- | ----- | ----- | ----- | ----- | ----- | ----- |
| Passagers (millions)     | 642  | 1 025 | 1 674 | 2 708 | 3 560 | 3 798 | 4 066 | 4 331 | 4 486 | 1 800 |
| Croissance annuelle (%)  |      | 4,8   | 5,0   | 4,9   | 5,6   | 6,7   | 7,1   | 6,5   | 3,6   | −60,0 |
| Passagers-km (milliards) |      |       |       | 4 930 | 6 653 | 7 144 | 7 717 | 8 279 | 8 686 |       |
| Croissance annuelle (%)  |      |       |       |       | 6,2   | 7,4   | 8,0   | 7,3   | 4,9   | −65,9 |

La forte croissance du trafic passagers jusqu'en 2019 s'explique par la hausse de la demande conjuguée à une offre plus attractive avec le développement des compagnies low-cost et la facilité de réservation offerte par Internet. La demande croît alors sous l'effet de la croissance du tourisme international (+7 % en 2017) et de l'activité économique, ainsi que de la mondialisation qui disperse géographiquement les familles (27 % des passagers prennent l'avion pour visiter famille ou amis, contre 52 % pour les loisirs et 14 % pour le travail,). Elle est stimulée par l'absence de taxation du kérosène pour les vols internationaux et nationaux dans de nombreux pays dont la France.
Malgré le fort impact de la pandémie de Covid-19 sur le transport aérien passagers, l'association du transport aérien international (IATA) prévoit un taux de croissance annuel moyen de 3,7 % sur la période 2019-2039, soit une multiplication par 2,1 en 20 ans. Pour la même période, Boeing prévoit une croissance moyenne de 4,0 %.

#### Fret
|                         | 1980 | 1990 | 2000 | 2010 | 2015 | 2016 | 2017 | 2018 | 2019 | 2020  |
| ----------------------- | ---- | ---- | ---- | ---- | ---- | ---- | ---- | ---- | ---- | ----- |
| Tonnes-km (Milliards)   | 27   | 56   | 118  | 188  | 201  | 208  | 227  | 234  | 228  | 190   |
| Croissance annuelle (%) |      | 7,5  | 7,8  | 4,4  | 1,1  | 3,6  | 9,2  | 2,9  | −2,3 | −16,7 |

Le fret constitue une part importante du transport aérien, mais sa croissance est plus faible que celle du trafic passager. En 2019, 58 Mt ont été transportées, parcourant en moyenne environ 3 900 km, soit une quantité transportée de 228 milliards de tonnes-km, en diminution de 2,3 % sur l'année précédente. En 2017, l’aviation a transporté 35 % (en valeur) des marchandises du commerce mondial. Au volume de fret, il faut ajouter les envois postaux qui ont représenté 6,8 milliards de tonnes-km en 2019. En 2020, le fret aérien a été beaucoup moins affecté par la pandémie de Covid-19 que le trafic passagers. Il n'a décru de 16,7 % par rapport à 2019 en tonnes-km.

### Contribution du trafic aérien au réchauffement climatique
|                                                          | 1990 | 2000 | 2010 | 2015  | 2016  | 2017  |
| -------------------------------------------------------- | ---- | ---- | ---- | ----- | ----- | ----- |
| Consommation mondiale de kérosène aviation (Mt)          | 160  | 212  | 237  | 276   | 289   | 307   |
| Émissions mondiales de CO2 des avions, (Mt)              | 506  | 670  | 749  | 872   | 913   | 970   |
| Émissions mondiales de CO2 responsabilité aviation, (Mt) | 613  | 812  | 908  | 1 057 | 1 107 | 1 176 |

Les émissions de CO2 et les autres facteurs qui contribuent à l'effet de serre n'ont pas cessé d'augmenter et continuent d'augmenter car les améliorations technologiques des avions et l'optimisation des procédures opérationnelles sont insuffisantes pour compenser la forte croissance du trafic.
Alors que l'Organisation de l'aviation civile internationale (OACI, une agence de l'ONU) vise une amélioration de 2 % par an entre 2013 et 2050 de l'efficacité énergétique de la flotte aérienne, l'industrie du transport aérien ne s'est engagée qu'à une amélioration de 1,5 % par an entre 2009 et 2020,. L'Agence internationale de l'énergie indique que l'efficacité énergétique s'est améliorée au rythme de 2,4 % par an entre 2000 et 2010, mais que ce taux s'est réduit à 1,9 % par an entre 2010 et 2019.
En 2015, le Parlement européen estime que la part des émissions de CO2 de l'aviation internationale dans les émissions mondiales de CO2 pourrait atteindre 22 % en 2050 si l'ambition du secteur aérien continuait à être inférieure aux efforts déployés dans d'autres secteurs.
Après une chute des émissions liées aux confinements associés à la pandémie de Covid-19, la quantité de CO2 émise par le seul trafic aérien européen s'est accrue de 8 % entre 2023 et 2024, et les vols intra-européens ont dépassé les niveaux de 2019, 8,4 millions d’avions ayant décollé (+5 % en un an). Selon un rapport de l'ONG Transport et Environnement, l’exclusion des vols internationaux du système de quotas d’émissions de l’UE exonère 70 % des émissions, entraînant un manque à gagner de 7,5 milliards d’euros pour le dispositif.

### Impact climatique des avions supersoniques
Deux avions supersoniques sont en cours de développement aux États-Unis en 2021 : l'avion de ligne Overture de la société Boom Technology et le jet d'affaires Spike S-512. L'International Council on Clean Transportation (ICCT) estime que ce type d'avion consommerait en moyenne de cinq à sept fois plus de carburant par passager qu'un avion subsonique. Dans le meilleur des cas, la consommation par passager serait trois fois plus élevée que celle d'un passager en classe affaires d'un avion subsonique récent. Comparée à celle d'un passager en classe économique, elle pourrait être jusqu'à neuf fois plus forte. Toujours selon l'ICCT, une flotte de 2 000 avions supersoniques en 2035 pourrait effectuer 5 000 vols par jour, émettant environ 96 millions de tonnes de CO2 par an, soit 10 % des émissions de 2017.

## Accords internationaux

### Accord de 2016 sous l'égide de l'OACI
Après plus de 15 ans de négociations, le premier accord mondial visant à réduire l'impact climatique du transport aérien international est conclu le 6 octobre 2016 au sein de l'Organisation de l'aviation civile internationale (OACI). Il vise à atteindre les objectifs que s'était fixés l'organisation en 2010 : améliorer l'efficacité énergétique de 2 % par an et stabiliser les émissions de CO2 au niveau qu'elles auront atteint en 2020. Il vient également combler l'absence de mesures concernant le transport aérien international dans l'Accord de Paris. Il institue un système de compensation des émissions de CO2 pour la fraction des émissions qui dépasserait le niveau atteint en 2020 malgré le « panier de mesures » adoptées dans le même temps :
- modernisation de la gestion du trafic aérien ;
- accélération de l'introduction de nouvelles technologies visant à réduire la consommation des avions ;
- développement et mise en œuvre de carburants alternatifs durables. Les compagnies aériennes pourront réduire leur obligation de compensation si elles utilisent des carburants répondant à des critères de durabilité[68].

Le système entériné par la résolution A39-3 est dénommé CORSIA : Carbon Offsetting and Reduction Scheme for International Aviation (« Régime de compensation et de réduction de carbone pour l’aviation internationale »). Il se traduira par l’achat de crédits carbone par les compagnies aériennes auprès d’autres secteurs via une bourse d’échanges à partir de 2021, d'abord sur volontariat, puis de manière obligatoire après 2026. Au 16 juillet 2019, 81 États représentant 77 % de l'activité aérienne internationale s'étaient portés volontaires, 118 en septembre 2022. Seuls sont concernés les vols internationaux entre pays non exemptés. Les vols intérieurs ne sont pas concernés, mais les actions les concernant peuvent être incluses dans les plans d'action soumis par les États dans le cadre de l'accord de Paris. Il ne prend en compte que les émissions de CO2.
S'attendant à ce que les émissions de CO2 de 2020 soient beaucoup plus faibles que prévu du fait de la pandémie de Covid-19, le Conseil de l'OACI décide lors de sa 40e assemblée de juin 2020 que les émissions de 2019 serviront de référence pendant la phase pilote allant de 2021 à 2023, « pour éviter que l’industrie de l’aviation n’ait à supporter un fardeau économique inapproprié ». Lors de sa 41e assemblée d'octobre 2022, le Conseil de l'OACI décide qu'à la fin de la phase pilote et jusqu'en 2035, la référence sera abaissée à 85 % des émissions de 2019.
|                                 | Vols intérieurs                                                                                              | Vols internationaux |
| Part du trafic                  | 40 % | 60 % |
| Accord de Paris (CCNUCC - 2015) | Les plans d'action établis par les États (NDC) peuvent comprendre des actions relatives aux vols intérieurs. | Non concernés (mais au Royaume-Uni, le gouvernement soutient leur prise en compte et le fait en pratique, et en France, le Haut Conseil pour le climat recommande de les intégrer dans les objectifs nationaux). |
| OACI (39e assemblée - 2016)     | Non concernés                                                                                                | Plafonnement des émissions de CO2 au niveau de 2020 par des solutions techniques et des mesures de compensation (CORSIA).                                                                                        |

L'accord ne devrait pas coûter plus de 1,8 % de chiffre d'affaires aux compagnies aériennes d'ici 2035.
L'Association du transport aérien international (IATA) le considère comme « la meilleure alternative aux taxes vertes » : objectif de réduction bien défini et résultat mesurable, application internationale, transparence dans l'utilisation des fonds, co-bénéfices sociaux, économiques et environnementaux des projets financés, alors que des taxes vertes auraient un impact négatif sur les économies locales du fait de la baisse du commerce et du tourisme que l'augmentation des prix peut entraîner.

#### Critiques
Plusieurs pays, dont la Russie et l'Inde, ont critiqué l'accord et ne se sont pas portés candidats aux phases de mise en œuvre volontaire car, selon eux, il fait supporter une charge injuste aux pays émergents.
À l'opposé, de nombreuses voix, en particulier celles d'ONGE, ont dénoncé les défauts et les insuffisances de l'accord :
- il est insuffisant pour atteindre l'objectif de l'accord de Paris de limiter le réchauffement à +2 °C, voire +1,5 °C[67], et n'exige pas du secteur aérien d'évaluer sa part pour y parvenir[77],[78]. Il autorise une croissance quasi illimitée du secteur aérien[77],[79] ;
- en instituant un mécanisme de compensation, il fait reposer une grande partie des efforts sur d'autres secteurs de l'économie[80] et envoie le « message irresponsable que le transport aérien va parvenir à zéro émissions »[77] ;
- il ne pèsera pas suffisamment sur le prix des billets[81]. L'OACI prévoit que le surcoût ne dépassera pas 0,2 à 0,6 % d'ici à 2025 et de 0,5 à 1,5 % d'ici 2030[82] ;
- il ne porte que sur le CO2[82] ;
- il ne portera que sur 12 % des émissions en 2030[83], car il ne concerne que les vols internationaux et prévoit beaucoup d'exemptions. D'autre part, il ne touche pas aux émissions inférieures au niveau atteint en 2020 (l'année de référence est provisoirement 2019, voir plus haut)[78],[80],[75],[67] ;
- il ne prendra effet qu'en 2021 et fonctionnera sur la base du volontariat jusqu'en 2027[80],[84] ;
- ses règles de fonctionnement ne sont pas contraignantes, sauf si elles sont transposées dans les droits nationaux. Si c'est le cas, les pays peuvent s'écarter des règles générales et l'OACI ne dispose d'aucun moyen de les en empêcher[85] ;
- les données relatives à son application ne sont pas accessibles au public[85] ;
- il ne comporte pas d'exigences sur la qualité des compensations[80],[84]. De plus, les crédits carbone liés aux forêts seront difficiles à utiliser et en tous cas insuffisants[77],[79] ;
- il pourra être tentant pour certains pays de vendre des crédits carbone aux compagnies aériennes plutôt que de comptabiliser les réductions correspondantes dans leurs contributions déterminées au niveau national pour atteindre leurs objectifs de réduction d'émissions de GES[86] ;
- l'échange de crédits carbone a été choisi parce qu'il est peu transparent et bon marché. Il aurait été préférable d'instituer une taxe carbone, plus claire et plus facile à mettre en œuvre, ou de se rallier à un système d'échange de quotas pour coller au système européen[78] ;
- il pourrait se substituer à des accords nationaux ou régionaux plus efficaces, comme le système d'échange de quotas d'émission de l'Union européenne (SEQE)[82],[68].
- il détourne de l'utilisation de carburants alternatifs durables, dont le coût à la tonne de CO2 évitée est supérieur de plusieurs ordres de grandeur à celui des crédits carbone[87].

Selon une étude commandée par l'Union européenne, l'accord CORSIA a peu de chance d'atteindre son objectif de stabiliser les émissions (« carbon neutral growth ») ni de modifier concrètement l'impact climatique du transport aérien,.

### Réglementation européenne

#### Système d'échange de quotas d'émission
Le système d'échange de quotas d'émission de l'Union européenne (SEQE) s’applique depuis 2012 aux émissions de CO2 de l’aviation civile en application de la directive 2008/101/CE du 19 novembre 2008. Toutefois, face à la contestation de vingt-six États extérieurs à l'Union européenne, la Commission européenne a proposé en novembre 2012 de reporter l'application du régime aux vols en provenance et à destination de l'Espace économique européen (EEE) jusqu'à ce qu'une solution mondiale soit trouvée sous l'égide de l'OACI. La directive a néanmoins continué à s'appliquer à tous les vols à l'intérieur et entre les 31 pays européens appliquant le SCEQE,. Finalement, seulement 38 millions de quotas (un quota représente une tonne de CO2) ont été alloués aux compagnies aériennes sur les 211 millions initialement prévus (dont 82 % à titre gratuit). Leur nombre annuel doit rester stable jusqu'en 2020 puis décroître de 2,2 % par an à partir de 2021. Les émissions liées aux vols intra-européens ayant été de 53,5 Mt en 2013 et de 64,2 Mt en 2017, cela implique qu'elles ont été compensées pour 15,5 Mt en 2013 et 26,2 Mt en 2017, soit environ 100 Mt entre 2012 and 2018.
En août 2018, l'Association du transport aérien international (IATA) et d'autres associations de compagnies aériennes enjoignent à la Commission européenne d'adopter CORSIA et d'abandonner le SCEQE. De son côté, l'ONG Transport et Environnement souligne qu'une telle mesure génèrerait 96 Mt d'émissions supplémentaires de CO2 en 2030 et empêcherait l'Union européenne d'atteindre son objectif de réduction d'émissions de gaz à effet de serre. Une étude indépendante indique que la meilleure option serait de garder le SCEQE pour les vols intra-européens et de n'appliquer CORSIA qu'aux autres vols. Mais une autre étude appliquée à la Suède montre que, même dans ce cas, les émissions de CO2 ne baisseraient que de 0,8 % par an d'ici 2030 (ou même augmenteraient si on prend en compte toutes les émissions), alors qu'il faudrait les réduire d'au moins 2 % par an pour avoir une chance de ne pas dépasser +2 °C de réchauffement.

#### Décarbonation des carburants aviation
Le 26 avril 2023, l'Union européenne parvient à un accord sur les carburants durables d'aviation (CDA ou CAD) dans le cadre de ReFuelEU Aviation, un des paquets législatifs de Fit for 55 visant à atteindre les objectifs européens de réduction des émissions de gaz à effet de serre d'au moins 55 % en 2030 par rapport à 1990. Les fournisseurs de carburant des aéroports de l'Union européenne devront veiller à ce que ceux-ci contiennent une part minimale de CAD. Le taux d'incorporation devra atteindre 2 % en 2025, puis 6 % en 2030, 20 % en 2035, 34 % en 2040, 42 % en 2045, et 70 % en 2050. La part des carburants de synthèse tels que les e-carburants devra atteindre 1,2 % en 2030, puis 2 % en 2032, 5 % en 2035, 10 % en 2040, 15 % en 2045 et 35 % en 2050. Sont éligibles « les biocarburants certifiés, les carburants renouvelables d'origine non biologique (y compris l'hydrogène renouvelable) et les carburants d'aviation à base de carbone recyclé conformes aux critères de durabilité et de réduction des émissions de la directive sur les énergies renouvelables (RED), jusqu'à un maximum de 70 %, à l'exception des biocarburants produits à partir de cultures destinées à l'alimentation humaine ou animale, ainsi que les carburants d'aviation à faible intensité de carbone (y compris l'hydrogène bas carbone) ». L'hydrogène pourra être indifféremment produit avec de l'électricité d'origine nucléaire ou renouvelable. Le nouveau règlement est adopté le 9 octobre 2023 par le Conseil de l'Union européenne.

#### Projet de taxe kérosène
En novembre 2019, neuf pays (Allemagne, France, Pays-Bas, Belgique, Luxembourg, Suède, Danemark, Italie et Bulgarie) demandent à la Commission européenne de proposer « une initiative européenne en matière de tarification de l'aviation civile » destinée à réduire les émissions de gaz à effet de serre. Bruxelles s'y prépare depuis près d'un an, avec l'hypothèse de travail d'une taxation du kérosène à l'échelle européenne ; un rapport commandé par la Commission publié en juin 2019 propose un montant de 33 centimes d'euro par litre,.
En juillet 2021, la Commission européenne présente un projet de révision de la directive sur la taxation de l'énergie dans le cadre de son plan Fit for 55 visant à réduire les émissions de gaz à effet de serre d'au moins 55 % en 2030 par rapport à 1990. Cette révision a pour objet de taxer les carburants selon leur impact environnemental et à mettre fin aux exemptions dont font l'objet plusieurs secteurs, dont l'aviation. Elle prévoit que le carburant aviation pour les vols intra-européens soit progressivement taxé pour atteindre un taux minimum de 10,75 €/GJ (environ 0,38 € par litre) en 2033. Les vols en jet privé (loisirs et affaires) sont concernés, mais pas les vols destinés exclusivement au fret. À mai 2023, le projet était toujours en négociation,.

### Objectif de neutralité carbone de l'OACI
Le 7 octobre 2022, les 193 États membres de l'Organisation de l'aviation civile internationale se prononcent en faveur de l'objectif de neutralité carbone pour le transport aérien en 2050. Le vote de l'OACI reste cependant une décision non contraignante pour les États.

#### Engagements de l'IATA
Après s'être engagée en 2009 à diviser par deux ses émissions de CO2 en 2050 par rapport à 2005, l'Association du transport aérien international (IATA) adopte le 4 octobre 2021 l'objectif de neutralité carbone en 2050. Le plan pour atteindre cet objectif, baptisé « Fly net zero », s'appuie sur une réduction des émissions de 65 % grâce à de nouveaux carburants dits « carburants durables d'aviation » (en anglais : sustainable aviation fuels (SAF)), produits à partir de biomasse et, à plus long terme, par synthèse à partir d'hydrogène vert et de CO2. Des gains de 13 % sont attendus de nouveaux systèmes de propulsion à hydrogène ou électriques et d'améliorations de l'efficacité pour 3 %. Le reste, soit 19 %, serait obtenu par des systèmes de capture et stockage du CO2 et de la compensation carbone, comme en particulier le système CORSIA. Ce plan permettrait de réduire d'au moins 1,8 Gt les émissions de CO2 du transport aérien en 2050 et de 21,2 Gt au total entre 2021 et 2050,.

## Réduction de l'impact climatique

### Améliorations techniques et opérationnelles
Le prix du carburant étant un élément important des coûts du transport aérien, l'ensemble des acteurs du secteur travaille en permanence à l'amélioration de son efficacité énergétique et par voie de conséquence à la réduction de son impact climatique :
- amélioration de l'efficacité des avions : moteurs, aérodynamisme, poids ;
- amélioration des opérations : pratiques opérationnelles (taux de remplissage des avions), procédures de vol, réduction de la charge opérationnelle. La pratique assez courante du fuel tankering, qui consiste à emporter plus de carburant que nécessaire pour éviter de faire le plein à l'escale suivante si le carburant y est plus cher, génère des émissions supplémentaires de CO2 évaluées par Eurocontrol à 901 000 t/an pour l'Europe[109] ;
- amélioration des infrastructures : aéroports, gestion du trafic aérien.

Ces améliorations sont encore loin de compenser la forte croissance du trafic (voir plus haut).
Certains auteurs soulignent qu'il ne suffit pas de chercher à réduire les émissions de CO2 et qu'il faut agir sur les autres émissions, comme les traînées de condensation, qui pourraient être minimisées en évitant les routes aériennes traversant des masses d'air très humides. Des chercheurs ont mis en évidence qu'une faible proportion des vols était responsable de l'essentiel du forçage radiatif dû aux traînées de condensation, particulièrement sur la route très fréquentée de l'Atlantique nord, et proposent que ces vols soient déroutés pour éviter les masses d'air sursaturées en glace. Cela ne concernerait qu'un vol sur vingt pour un bénéfice important pour le climat et un coût en carburant minime.
The Shift Project propose en 2020 plusieurs mesures techniques pour réduire les émissions de CO2 de l'aviation : décarboner les opérations au sol, notamment en assurant la majorité des roulages par des tracteurs électriques ; limiter fortement le fuel tankering ; remplacer les appareils de petite capacité à turboréacteurs par des appareils à turbopropulseurs ; optimiser les trajectoires de vol en visant la moindre consommation de carburant.

### Carburants alternatifs

#### Agrocarburants
L'OACI prévoit une production de 128 Mt d'agrocarburants en 2040 et 285 Mt en 2050, qui couvrirait alors 50 % de la consommation des avions pour les vols internationaux. Pour comparaison, la production mondiale d'agrocarburants était de 82 Mt en 2016. L'Organisation non gouvernementale environnementale Transport et Environnement a calculé que couvrir avec des agrocarburants la totalité de la consommation des avions pour l'ensemble des vols au niveau mondial en 2050 nécessiterait plus de 3,5 millions de kilomètres carrés de terres arables, soit plus de six fois la superficie de la France, et irait à l'encontre des efforts pour accroître les puits de carbone, voire accroîtrait la déforestation et la destruction de prairies. Cette voie serait donc incapable de délivrer les réductions d'émissions de CO2 attendues. Pour réduire l'utilisation de bonnes terres, l'OACI encourage la mise en culture de friches industrielles ou urbaines et Transport et Environnement préconise que l'on n'utilise que des biocarburants fabriqués à partir de déchets ou de résidus agricoles.
L'IATA s'est fixé l'objectif d'un milliard de passagers voyageant dans des avions alimentés en carburants durables d'ici 2025. En 2019, la proportion de carburants durables dans le kérosène utilisé pour l'aviation est toutefois inférieure à 0,1 %.
Au niveau mondial, la part des agrocarburants dans la consommation de carburant du transport aérien est de l'ordre de 0,01 %. Seuls cinq aéroports offrent en 2019 la possibilité de faire le plein de biocarburants : Oslo, Stockholm et Bergen en Europe, et Los Angeles et San Francisco aux États-Unis. Amsterdam-Schiphol et Londres-Heathrow s'ajouteront bientôt à la liste, et une dizaine de sites de production sont en cours de construction, notamment en Hollande et au Royaume-Uni. Malgré ces avancées, la part des biocarburants devrait atteindre 2 % seulement des besoins du secteur en 2025, selon les prévisions de l'IATA. Selon son directeur général, Alexandre de Juniac, « la production actuelle permettrait de satisfaire 10 % des besoins du transport aérien, mais l'essentiel de la production va encore à l'automobile, pour laquelle il existe pourtant l'alternative de l'électrification ». Au Royaume-Uni, le gouvernement prévoit la construction de 14 sites de production de carburants alternatifs d'ici 2035, qui produiront l'équivalent de 8 % des besoins de l'aviation britannique et jusqu'à 30 % en 2050. En France, aucun projet de site de production de kérosène alternatif n'est encore annoncé fin 2019.
En France, la stratégie nationale bas carbone prévoit d'incorporer 2 % de biocarburants dans le kérosène en 2025, 5 % en 2030 et vise 50 % en 2050 pour atteindre la neutralité carbone. La ministre de la Transition écologique et solidaire, Élisabeth Borne, a lancé le 27 janvier 2020 un appel à manifestation d'intérêt pour la production de biocarburants aéronautiques durables (biocarburants de deuxième génération). Total affirme que sa bio-raffinerie de La Mède pourrait produire 100 000 tonnes de biocarburant par an par hydrogénation des huiles végétales usagées et des graisses, mais qu'il faudrait pour cela créer une filière d'approvisionnement ; en attendant, Total importe son biokérosène du Brésil. D'autres procédés pourraient utiliser la cellulose de déchets agricoles et forestiers, les boues d'épuration ou les papiers cartons.
En avril 2021, Total annonce avoir démarré la production de biocarburants pour le transport aérien sur ses sites de La Mède, dans les Bouches-du-Rhône, et d'Oudalle, près du Havre en Seine-Maritime. La réglementation française prévoit que le kérosène commercialisé dans l'Hexagone devra incorporer au moins 1 % de biocarburants à partir du 1er janvier 2022. Le biokérosène de Total sera produit à base d'huiles alimentaires usagées et de graisses animales collectées auprès des cantines, restaurants, abattoirs et supermarchés. D'après un rapport ministériel de 2020, les quantités disponibles d'huiles usagées et de graisses animales collectées en France sont de 300 000 tonnes par an ; Total prévoit de produire 170 000 tonnes de biokérosène à partir de 2024 sur le seul site de Grandpuits. Ces ressources seront vite insuffisantes, et Total étudie d'autres filières : éthanol, déchets municipaux, algues, e-carburants produits à partir d'électricité renouvelable, importations de graisses animales. Les biocarburants à base d'huiles usagées et de graisses sont trois à quatre fois plus coûteux que le kérosène d'origine fossile, et jusqu'à dix fois plus chers pour les procédés les plus innovants.

#### Carburants synthétiques
En Suisse, l'EMPA étudie et publie des exemples de carburants alternatifs synthétiques, les e-carburants.
Le projet SUN-to-LIQUID, financé par l’UE et la Suisse, prévoit de réaliser la production de kérosène renouvelable à partir de rayonnement solaire, d’eau et de CO2 à une échelle pré-commerciale. Les partenaires du projet affirment obtenir une réduction de 90 % des émissions nettes de CO2 par rapport au kérosène conventionnel, mais la rentabilité économique n'est pas démontrée.

#### Hydrogène
Le dihydrogène peut alimenter directement des réacteurs, selon le même principe que les ergols de fusée à hydrogène liquide. Sa combustion dans de tels moteurs à hydrogène n'entraîne pas d'émissions directes de CO2, mais les émissions de NOx subsistent et les émissions de vapeur d'eau sont plus que doublées, ce qui pourrait obliger à réduire l'altitude de croisière pour limiter la formation de trainées de condensation et de cirrus,.
C'est plutôt son usage en pile à combustible qui est envisagé pour l'avion électrique ou hybride. En effet, la densité d'énergie de celles-ci est bien supérieure à celle des accumulateurs au lithium, ce qui explique qu'elles « ont été utilisées sur chaque vol spatial américain habité, depuis Apollo jusqu’à la navette spatiale ». Des études et des prototypes sont en cours. Toutefois, le renouvellement de la flotte d'avions et la mise en place d'un réseau de production et de distribution adaptés pourraient prendre plusieurs décennies.
L'utilisation de l'hydrogène ne peut permettre de réduire les émissions de gaz à effet de serre que s'il est produit à partir d'énergies bas-carbone. Ce n'est pas le cas de la majeure partie de la production actuelle, réalisée à partir d'énergies fossiles. La production d'hydrogène à partir de sources renouvelables est contrainte par le manque de capacité de production, un coût très élevé et une forte demande d'électricité renouvelable pour d'autres usages,.
En septembre 2020, Airbus présente ses projets d'avions décarbonés « ZEROe » avec l'objectif de « sortir le premier avion décarboné à l'horizon 2035 ». Le premier Airbus à hydrogène devrait être capable d'accomplir l'essentiel des missions d'un A320 actuel : transporter quelque 200 passagers avec un rayon d'action maximal d'environ 3 500 km. Le réservoir d'hydrogène, quatre fois plus gros, à capacités égales, que le réservoir de kérosène classique, serait logé à l'arrière de l'avion. À plus long terme, Airbus prépare également les futurs long-courriers à hydrogène, qui pourraient prendre la forme d'une aile volante d'environ 200 places ; cette architecture permettrait de caser les deux énormes réservoirs d'hydrogène nécessaire à un trajet longue distance de part et d'autre de la cabine de passagers centrale.
Selon une étude européenne, remplacer le kérosène par le dihydrogène permettrait de réduire de 50 à 70 % l'impact du transport aérien sur le climat. Selon Stéphane Cueille, directeur de la recherche de Safran, « du point de vue du motoriste, brûler de l'hydrogène ou des carburants de synthèse plutôt que du kérosène ne présente pas de problème majeur ; le moteur reste le même à 90 %. Les principales difficultés sont plutôt au niveau du stockage et du circuit de distribution du carburant à bord ». Cependant, du fait de sa très faible densité, l'hydrogène sous sa forme liquide, la plus compacte, nécessite des réservoirs quatre fois plus gros que le kérosène. De plus, pour rester liquide, l'hydrogène doit être maintenu à −253 °C. Une étude du programme européen Clean Sky 2 estime qu'à l'horizon 2050, 40 % de la flotte européenne court et moyen-courrier pourrait s'être convertie à l'hydrogène. Les avions long-courriers, qui représentent la moitié des émissions de CO2 du transport aérien en France, ne pourront pas être concernés. La production d'hydrogène décarbonée devra être augmentée rapidement : selon l'étude de Clean Sky 2, la conversion progressive de l'aviation à l'hydrogène, qui ne sera jamais totale, nécessitera 10 millions de tonnes de H2 par an en 2035 et 40 millions en 2050, soit 5 à 10 % de la production projetée à cet horizon ; de 7,30 $ par kilogramme en 2020, le prix de l'hydrogène vert tomberait à 3,20 $ en 2030 et à 1,70 $ en 2050.

### Nouvelles technologies

#### Avions électriques
En 2019, les seuls avions électriques commercialisés sont des avions de loisir.
En 2020, le principal projet d'avion commercial est porté par la compagnie aérienne britannique EasyJet, associée à la startup américaine Wright Electric, qui vise la mise en service commerciale en 2030 d'un avion de 150 à 180 places pour des vols de 500 km environ. Wright estime que la propulsion électrique réduira la facture énergétique des appareils d'environ 30 %.
Le projet E-Fan X, associant Airbus à Siemens et Rolls-Royce et misant sur la propulsion hybride est abandonné en avril 2020, victime de la crise mondiale liée à la pandémie de Covid-19. Siemens estimait en 2018 que cette technologie devait permettre de transporter 50 à 100 passagers sur 1 000 km avant 2035.
Le plan de relance de l'aéronautique présenté le 9 juin 2020 par le gouvernement français fixe l'objectif de lancer en 2035 le premier avion « vert » ou « zéro émission de CO2 », et non en 2050 comme envisagé initialement. Le projet comporte plusieurs étapes : lancer le « successeur de l'Airbus A320 » vers 2030, avec un objectif de réduction de 30 % de sa consommation de carburant, tout en préparant l'étape suivante : le passage à l'hydrogène vers 2035. Un premier prototype ou démonstrateur devrait voir le jour vers 2026-2028 ; un avion régional hybride devrait également être conçu avant la fin de la décennie. Le plan du gouvernement prévoit un investissement de 1,5 milliard d'euros d'ici à 2022, afin de participer au financement des différents projets de recherche et développement identifiés par les industriels.
Parmi les projets d'avions décarbonés présentés en septembre 2020 par Airbus figure un avion régional à hélice, successeur des actuels ATR, allant jusqu'à 100 places et capable de parcourir de courtes distances de l'ordre d'un millier de kilomètres, au moyen de moteurs électriques.
En 2021, plus de 300 projets d'avions électriques sont en cours à travers le monde : Velis, Integral-E, eflyer, Alérion, Alcyon, Cassio, Ampaire, ERA, P-Volt, ES-19, Eviation Alice, etc. La plupart sont encore au stade du prototype ou du démonstrateur, mais quelques-uns volent déjà quotidiennement, comme le Velis Electro de l'avionneur slovène Pipistrel, premier avion 100 % électrique au monde à avoir obtenu la certification de l'Agence de l'Union européenne pour la sécurité aérienne, en juin 2020. Une étude européenne envisage le remplacement progressif, au cours de la décennie 2030, des jets régionaux de 70 à 110 sièges utilisés sur les lignes intérieures par de petits avions électriques d'une trentaine de sièges.

#### Avions à propulsion humaine
Dans les années 1970, la société AeroVironment conçoit le Gossamer Condor et le Gossamer Albatross, deux avions sans moteur. Le premier traverse la Manche en 1979.

### Réduction de la demande
Le rythme des améliorations techniques étant insuffisant pour compenser la croissance du trafic aérien, nombreux sont ceux qui appellent au ralentissement de sa croissance, voire à sa décroissance, plutôt que de recourir à la compensation carbone comme l'a acté l'OACI en 2016 (voir plus haut) : des chercheurs comme Paul Peeters, Kevin Anderson, ou Jörgen Larsson et des ONG comme le réseau mondial Stay Grounded ou l'organisation Transport et Environnement en Europe. Une des principales propositions consiste à contraindre la demande par l'augmentation des tarifs, par exemple par la taxation du kérosène ou des billets d'avion.

#### Taxation du kérosène
Le kérosène bénéficie d'un régime d'exception en matière de taxes. Le carburant des vols internationaux est non taxé, en vertu d'une série d'accords bilatéraux conclus dans la foulée de la Convention de Chicago du 7 décembre 1944, ainsi que d'une résolution de l'OACI de 1993,,. Les États ont par contre la possibilité de taxer le carburant des vols nationaux, et certains comme les États-Unis, le Brésil, l'Inde, le Japon et la Norvège le font.
En France, l'exemption de TICPE sur le kérosène a été évaluée officiellement à 3,6 milliards € en 2019. Cette évaluation applique le taux réduit dont bénéficiait alors l'aviation de loisirs ; en appliquant le taux de l'essence automobile, l'exonération s'élève à 6,2 milliards € (hors TVA). Des personnalités politiques se sont élevées contre la non-taxation du kérosène, comme François de Rugy en 2010, alors qu'il était député EELV et, en 2016, Karima Delli, également membre d'EELV, députée européenne et présidente de la commission transport du Parlement européen. En novembre 2018, alors qu'il n'était plus ministre de la Transition écologique et solidaire, Nicolas Hulot se prononce en faveur de la taxation du kérosène et du fioul lourd des cargos.
Selon une étude réalisée pour la Commission européenne, il est juridiquement possible, dans le cadre de la convention internationale de Chicago, de taxer le kérosène sur les vols intérieurs et les vols internationaux, à condition que les pays s’entendent bilatéralement sur son application.

#### Taxation des billets d'avion
L'Union européenne exonère les billets d'avion de TVA, alors qu'elle autorise les compagnies aériennes à la déduire de leurs charges. Certains pays appliquent toutefois la TVA sur les vols intérieurs : l'Allemagne, à taux plein, la France au taux réduit de 10 % à l'exception des liaisons avec les Outre-mer.
Plusieurs pays européens appliquent d'autres taxes sur les billets d'avion : le Royaume-Uni (Air Passenger Duty), la Suède (« Contribution écologique au décollage » sur les vols intérieurs), la France (taxe de solidarité sur les billets d'avion), l'Allemagne, l'Autriche, l'Italie et la Norvège,. Les Pays-Bas projettent de le faire en 2021. Ces taxes concernent les vols intérieurs et internationaux et leur montant est le plus souvent fonction de la distance. Selon une étude de 2019 de la Commission européenne, le pays membre de l'Union européenne où la taxation des billets d'avion est la plus élevée est le Royaume-Uni (40 € de taxes par passager en moyenne), devant l’Allemagne.
Au Royaume-Uni, plusieurs organisations, parmi lesquelles Greenpeace, Les Amis de la Terre et la New Economics Foundation (en), soutiennent l’instauration d’une taxe progressive sur les vols fréquents : « Tout le monde aurait droit à un vol non taxé par an, après quoi une taxe de plus en plus élevée serait appliquée sur les vols supplémentaires ». Six parlementaires ont déposé une motion en ce sens à la Chambre des communes, mais n’ont réussi à rallier que deux de leurs collègues. Cette mesure est défendue par les économistes Thomas Piketty et Lucas Chancel comme une alternative à une taxe carbone progressive sur l'ensemble des émissions de CO2 : ils proposent notamment « la taxation de tous les billets de première classe à hauteur de 180 € et de tous les billets de classe économie à hauteur de 20 €, ce qui « permettrait de générer 150 milliards d’euros pour l’adaptation au changement climatique chaque année ». »

#### Moindre usage de l'avion
Le scénario négaWatt, qui vise la neutralité carbone en France en 2050, repose sur l'hypothèse d'un moindre usage de l'avion : il serait utilisé moins souvent et pour aller moins loin. Les voyages de moins de 800 km seraient ainsi effectués en train.
Le bureau d'études français B&L évolution propose une « économie de rationnement » comprenant plusieurs mesures pour « s’aligner sur une trajectoire compatible » avec une limitation du réchauffement climatique à +1,5 °C, dont l'interdiction dès 2020 de tout vol « non justifié » hors d’Europe, la suppression des vols intérieurs ou l'instauration d'une loterie nationale distribuant 500 000 billets par an. Au Royaume-Uni, le scénario développé par UK Fires, un groupe de chercheurs universitaires, et publié le 29 novembre 2019, est encore plus radical et préconise d'arrêter complètement de prendre l'avion tant que les avions électriques ne seront pas opérationnels et de fermer progressivement tous les aéroports.
Né en Suède, le sentiment de flygskam (traduit en français par « honte de prendre l'avion ») défie le transport aérien. Des voyageurs sensibilisés à la protection de l'environnement prennent moins l'avion et privilégient le train,. Créé par la suédoise Maja Rosén, le mouvement We stay on the ground mène des campagnes d'engagement à ne pas prendre l'avion pendant un an (« Flight free 2019 », puis « Flight free 2020 ») qui ont essaimé dans de nombreux pays,, dont la France où il se nomme « Restons les pieds sur Terre ». En France également, les sites Stay on the ground et Notre Choix ont pour objectif d'inciter les gens à moins prendre l'avion, de récolter des signatures de personnes s'engageant à ne plus prendre l'avion ou de faire pression sur le gouvernement.
Des chercheurs appellent le monde académique à moins prendre l'avion : campagne Flying less au Royaume-Uni, lettre ouverte de 650 universitaires danois. En 2019, l'université de Genève annonce son intention de réduire de moitié avant 2030 ses émissions de CO2 dues aux déplacements en avion.
À l'occasion de la publication le 22 avril 2020, en pleine crise liée à la pandémie de Covid-I9, d'un rapport intitulé Climat, santé : mieux prévenir, mieux guérir par le Haut Conseil pour le climat, sa présidente Corinne Le Quéré déclare : « Ce n’est pas le moment de soutenir l’aviation coûte que coûte, mais d’ouvrir le débat sur le fait de réduire les déplacements en avion ».
En mai 2020, le laboratoire d'idées The Shift Project propose plusieurs mesures réglementaires destinées à réduire l'usage de l'avion en contrepartie des aides publiques françaises : supprimer d’ici à fin 2022 les liaisons aériennes intérieures lorsqu'une alternative ferroviaire est satisfaisante (liaison inférieure à 4 h 30 et à une fréquence suffisante) ; interdire les vols d'avions d'affaires pour motifs privés ; restreindre les avantages liés aux programmes de fidélité ; informer et sensibiliser les consommateurs sur l’impact climatique du transport aérien et sur ses alternatives ; renforcer la réglementation de la publicité et des offres commerciales. Dans un deuxième rapport publié en mars 2021, The Shift Project détermine que les évolutions technologiques prévues par le secteur sont insuffisantes pour respecter le budget carbone dont disposerait l'aviation d'ici 2050 pour limiter le réchauffement à +2 °C si on suppose que sa part dans les émissions totales reste égale à ce qu'elle était en 2018 (croissance identique pour tous les secteurs), et que cela implique d'adapter l'offre et de prendre des mesures pour restreindre la demande,.

## Impact du changement climatique sur le transport aérien
À l'inverse, le transport aérien risque de souffrir du changement climatique et de ses conséquences, :
- réduction de la portance des avions, due à la diminution de la masse volumique de l'air quand la température augmente. Cela pourrait rendre difficile les décollages dans des conditions extrêmes de température, en particulier sur les aéroports d'altitude élevée où l'air est moins dense, et obliger à réduire la charge des avions, planifier les vols la nuit ou aux heures les moins chaudes, allonger les pistes ou modifier la conception des avions pour augmenter leur portance[172] ;
- accroissement des risques d'inondation des aéroports, sous l'effet de tempêtes ou cyclones plus fréquents et plus intenses[173] et, pour ceux situés en bordure de mer, de l'élévation du niveau de la mer. Au moins 364 d'entre eux seraient menacés d'inondation en 2100 si le réchauffement est limité à +2 °C, et 572 si le réchauffement se poursuit sur la tendance actuelle, contre 269 aujourd'hui[174] ;
- accroissement de la vitesse des jet streams. L'augmentation de la vitesse des jet streams devrait augmenter les temps de trajet aller et retour, selon des simulations indiquant qu'un doublement de la concentration de CO2 entraînerait une augmentation annuelle de 2 000 h des temps de vol sur l'ensemble des liaisons transatlantiques[175] ;
- accroissement des turbulences en air clair dans les jet streams du fait de l'accroissement du cisaillement vertical. Des simulations ont montré qu'un doublement de la concentration de CO2 entraînerait une augmentation de leur fréquence sur les vols transatlantiques hivernaux : +59 % pour celles d'intensité faible, +94 % pour celles d'intensité modérée et +149 % pour celles d'intensité forte[176],[177]. Ce phénomène est observé au-dessus de l’Atlantique Nord, l’une des routes aériennes les plus fréquentées au monde, la durée annuelle totale des turbulences graves ayant augmenté de 55 % entre 1979 et 2020 (27,4 h/an). Les turbulences modérées ont quant à elles augmenté de 37 % et les turbulences légères de 17 %[178],[179].